# Redbox Bowl 2019
Match précédent Match suivant
Le Redbox Bowl 2019 est un match de football américain de niveau universitaire joué après la saison régulière de 2019, le 30 décembre 20129 au Levi's Stadium de Santa Clara dans l'État de Californie aux États-Unis.
Il s'agit de la 18e édition du Redbox Bowl.
Le match met en présence l'équipe des Golden Bears de la Californie issue de la Pacific-12 Conference et l'équipe des Fighting Illini de l'Illinois issue de la Big Ten Conference.
Il débute à 13 heures locales et est retransmis à la télévision par la FOX.
Sponsorisé par la société Redbox (en), le match est officiellement dénommé le Redbox Bowl 2019.
Les Golden Bears de la Californie remportent le match sur le score de 35 à 20.

## Présentation du match
Il s'agit de la 11e première rencontre entre ces deux équipes, Illinois menant les statistiques avec 7 victoires contre 3 pour California.
| Équipes                                                                                                | Conférences | Entraîneurs        | Stats. saison rég. | Classements avant le bowl | Classements avant le bowl | Classements avant le bowl |
| --- | ----------- | ------------------ | ------------------ | ------------------------- | ------------------------- | ------------------------- |
| Équipes                                                                                                | Conférences | Entraîneurs        | Stats. saison rég. | CFP                       | AP                        | Coaches                   |
| Golden Bears de la Californie                                                                          | Pac-12      | Justin Wilcox (en) | 7 - 5              | NC                        | NC                        | NC                        |
| Fighting Illini de l'Illinois                                                                          | B10         | Lovie Smith        | 6 - 6              | NC                        | NC                        | NC                        |
| - Arbitre : Matt Loeffler (SEC) - Équipe donnée favorite par les bookmakers : California par 6½ points |             |                    |                    |                           |                           |                           |

### Golden Bears de la Californie
Avec un bilan global en saison régulière de 7 victoires et 5 défaites (4-5 en matchs de conférence), California est éligible et accepte l'invitation pour participer au Redbox Bowl de 2019.
Ils terminent 2e de la North Division de la Pacific-12 Conference à égalité avec Washington et Oregon State et derrière #6 Oregon.. À l'issue de la saison 2019, ils n'apparaissent pas dans les classements CFP, AP et Coaches.
C'est leur 2e participation au Redbox Bowl dénommé à l'époque Emerald Bowl :
| Saisons | Dates            | Vainqueurs                          | Scores  | Finalistes                | Bilan     |
| ------- | ---------------- | ----------------------------------- | ------- | ------------------------- | --------- |
| 2008    | 27 décembre 2008 | Golden Bears de la California (9-4) | 24 - 17 | Hurricanes de Miami (7-6) | V : 1 - 0 |

| Postes      | Joueurs               | Statistiques                                                      |
| ----------- | --------------------- | ----------------------------------------------------------------- |
| Quarterback | Chase Garbers         | 109/184 passes réussies pour 1 500 yards, 10 TDs, 3 interceptions |
| Coureur     | Christopher Brown Jr. | 188 courses pour 794 yards nets gagnés et 8 TDs                   |
| Receveur    | Nikko Remigio         | 34 réceptions pour 477 yards et 2 TDs                             |

### Fighting Illini de l'Illinois
Avec un bilan global en saison régulière de 6 victoires et 6 défaites (4-5 en matchs de conférence), Illinois est éligible et accepte l'invitation pour participer au Redbox Bowl de 2019.
Ils terminent 4e de la West Division de la Big Ten Conference derrière #8 Wisconsin, #18 Minnesota et #16 Iowa. À l'issue de la saison 2019, ils n'apparaissent pas dans les classements CFP, AP et Coaches.
C'est leur 2e participation au Redbox Bowl dénommé à l'époque le Kraft Fight Hunger Bowl :
| Saisons | Dates            | Vainqueurs                       | Scores  | Finalistes          | Bilan     |
| ------- | ---------------- | -------------------------------- | ------- | ------------------- | --------- |
| 2011    | 31 décembre 2011 | Fighting Illini d'IIlinois (7-6) | 20 - 14 | Bruins d'UCLA (6-8) | V : 1 - 0 |

| Postes      | Joueurs           | Statistiques                                                      |
| ----------- | ----------------- | ----------------------------------------------------------------- |
| Quarterback | Brandon Peters    | 130/238 passes réussies pour 1 611 yards, 17 TDs, 7 interceptions |
| Coureur     | Reggie Corbin     | 129 courses pour 634 yards nets gagnés et 6 TDs                   |
| Receveur    | Josh Imatorbhebhe | 33 réceptions pour 634 yards et 9 TDs                             |

## Résumé du match
Début du match à  13 h 05 locales, fin à  16 h 41 locales pour une durée totale de jeu de 03 h 36 min.
Températures de 15 °C, vent de NO de 13 km/h, ciel clair.
| QT            | Temps         | Drive         | Drive         | Drive         | Équipe        | Description de l'action | Score | Score |
| ------------- | ------------- | ------------- | ------------- | ------------- | ------------- | --- | ----- | ----- |
| QT            | Temps         | Jeux          | Yards         | TDP           | Équipe        | Description de l'action | CAL   | ILL   |
| 1             | 10:20         | 9             | 64            | 02:21         | ILL           | FG de 25 yards par K James McCourt | 0     | 3     |
| 1             | 07:09         | 7             | 80            | 03:11         | CAL           | TD de 34 yards à la suite d'une passe de QB Chase Garbers réceptionnée par TE Collin Moore + 1 point de conversion par K Gabe Thomas         | 7     | 3     |
| 1             | 00:10         | 15            | 75            | 06:59         | ILL           | TD de 5 yards à la suite d'une passe de QB Brandon Peters réceptionnée par TE Daniel Barker + 1 point de conversion par K James McCourt      | 7     | 10    |
|               |               |               |               |               |               | |       |       |
| 2             | 12:12         | 8             | 84            | 02:58         | CAL           | TD à la suite d'une course de 1 yard par QB Chase Garbers + 1 point de conversion par K Gabe Thomas                                          | 14    | 10    |
| 2             | 00:25         | 12            | 97            | 04:55         | CAL           | TD de 3 yards à la suite d'une passe de QB Chase Garbers réceptionnée par RB Christopher Brown Jr. + 1 point de conversion par K Gabe Thomas | 21    | 10    |
| 2             | 00:01         | 4             | 58            | 00:24         | ILL           | FG de 30 yards par K James McCourt | 21    | 13    |
|               |               |               |               |               |               | |       |       |
| 3             | 10:45         | 7             | 56            | 02:07         | CAL           | TD de 2 yards à la suite d'une passe de QB Chase Garbers réceptionnée par TE Gavin Reinwald + 1 point de conversion par K Gabe Thomas        | 28    | 13    |
|               |               |               |               |               |               | |       |       |
| 4             | 11:06         | 12            | 88            | 05:36         | CAL           | TD de 6 yards à la suite d'une passe de QB Chase Garbers réceptionnée par WR Nikko Remigio + 1 point de conversion par K Gabe Thomas         | 35    | 13    |
| 4             | 08:01         | 9             | 75            | 03:05         | ILL           | TD à la suite d'une course de 6 yards par RB Reggie Corbin + 1 point de conversion par K James McCourt                                       | 35    | 20    |
| Score final : | Score final : | Score final : | Score final : | Score final : | Score final : | Score final : | 35    | 20    |

## Statistiques
| Systèmes | Noms            | Postes | Équipe     |
| -------- | --------------- | ------ | ---------- |
| Attaque  | Chase Garbers   | QB     | Californie |
| Défense  | Zeandae Johnson | DE     | Californie |

| Statistiques                           | Golden Bears de la Californie                           | Fighting Illini de l'Illinois                           |
| -------------------------------------- | ------------------------------------------------------- | ------------------------------------------------------- |
| 1er down                               | 24                                                      | 24                                                      |
| 1er down à la course                   | 6                                                       | 8                                                       |
| 1er down à la passe                    | 13                                                      | 14                                                      |
| 1er down suite pénalité                | 5                                                       | 2                                                       |
| Conversion de 3e down                  | 5/13                                                    | 8/15                                                    |
| Conversion de 4e down                  | 1/1                                                     | 0/1                                                     |
| Jeux–yards                             | 68 jeux pour 395 yards                                  | 77jeux pour 450 yards                                   |
| Yards à la course                      | 37 courses pour 123 yards (moyenne de 3,3 yards/course) | 38 courses pour 165 yards (moyenne de 4,3 yards/course) |
| Yards à la passe                       | 272                                                     | 285                                                     |
| Passes : Réussies-Tentées-Interceptées | 22/31 passes complétées, 0 interception                 | 23/39 passes complétées, 1 interception                 |
| Réussite en zone rouge/chances         | 5/5                                                     | 4/4                                                     |
| TD                                     | 5                                                       | 2                                                       |
| Field Goals                            | 0/0                                                     | 2/2                                                     |
| Sacks (Nombre-Yards)                   | 2 pour 11 yards adverses perdus                         | 3 pour 25 yards adverses perdus                         |
| Fumbles (Nombre/Perdus)                | 0/0                                                     | 2/0                                                     |
| Pénalités (Nombre/Yards perdus)        | 3 pour 45 yards perdus                                  | 10 pour 89 yards perdus                                 |
| Temps de possession                    | 30:53                                                   | 29:07                                                   |

| Golden Bears de la Californie |                       |                                                                                                  |
| Quarterback                   | Chase Garbers         | 22/31 passes complétées, 272 yards, 0 interception, 4 TDs, 3 sacks subis, évaluation QB de 187,3 |
| Meilleur coureur              | Christopher Brown Jr. | 20 courses pour 120 yards nets gagnés, 0 TD, moyenne de 6 yards/course                           |
| Meilleur receveur             | Makai Polk            | 5/8 réceptions pour 105 yards gagnés, 0 TD                                                       |
| Meilleur tackler              | Evan Weaver           | 9 tacles dont 8 en solo                                                                          |
| Fighting Illini de l'Illinois |                       |                                                                                                  |
| Quarterback                   | Brandon Peters        | 22/37 passes complétées, 273 yards, 1 interception, 1 TD, 2 sacks subis, évaluation QB de 125    |
| Meilleur coureur              | Brandon Peters        | 8 courses pour 68 yards nets gagnés, 0 TD, moyenne de 8,5 yards/course                           |
| Meilleur receveur             | Donny Navaro          | 6/9 réceptions pour 77 yards gagnés, 0 TD                                                        |
| Meilleur tackler              | Nate Hobbs            | 9 tacles en solo                                                                                 |